# 고역열차
《고역열차》(苦役列車 쿠에키렛샤[*])는 니시무라 겐타의 아쿠타가와상 수상 소설이자 이를 원작으로 한 야마시타 노부히로 감독의 2012년 일본 영화이다.

## 출연진
- 모리야마 미라이 - 기타마치 간타
- 코라 켄고 - 구사카베 쇼지
- 마에다 아츠코 - 사쿠라이 야스코